# Henri Auguste Duval
Pour les articles homonymes, voir Duval.
Henri Auguste Duval, né le 28 avril 1777 à Alençon et mort le 16 mars 1814, est un médecin et un botaniste français.
Sa mort prématurée interrompt une carrière qui s'annonçait brillante. Il est l'auteur des Démonstrations botaniques, ou analyse du fruit, considéré en général (Paris, 1808) et Essai sur le pyrosis ou fer-chaud (Paris, 1809). Il enrichit la Double flore parisienne ou Description de toutes les plantes qui croissent naturellement aux environs de Paris (1813) de J.-D. Dupont.